# Aphanolejeunea madeirensis
Aphanolejeunea madeirensis là một loài Rêu trong họ Lejeuneaceae. Loài này được (Schiffner) Grolle mô tả khoa học đầu tiên năm 1983.